# Sympetrum meridionale
Sympetrum meridionale е вид водно конче от семейство Libellulidae. Видът не е застрашен от изчезване.

## Разпространение и местообитание
Разпространен е в Австрия, Азербайджан, Албания, Алжир, Армения, Афганистан, Белгия, Босна и Херцеговина, България, Германия, Грузия, Гърция (Егейски острови и Крит), Израел, Индия, Йордания, Иран, Испания, Италия (Сардиния и Сицилия), Казахстан, Кипър, Киргизстан, Китай, Ливан, Мароко, Молдова, Монголия, Нидерландия, Пакистан, Полша, Португалия, Северна Македония, Румъния, Русия, Сирия, Словакия, Словения, Сърбия, Таджикистан, Туркменистан, Турция, Узбекистан, Украйна (Крим), Унгария, Франция (Корсика), Хърватия, Черна гора, Чехия и Швейцария. Временно е пребиваващ във Великобритания и Люксембург.
Среща се на надморска височина от -2,6 до 7,9 m.

## Описание
Популацията на вида е стабилна.